# Naso thynnoides
Naso thynnoides là một loài cá biển thuộc chi Naso trong họ Cá đuôi gai. Loài cá này được mô tả lần đầu tiên vào năm 1829.

## Từ nguyên
Từ định danh của loài cá này, thynnoides, trong tiếng Latinh có nghĩa là "có hình dáng giống với cá ngừ", ám chỉ cơ thể thuôn dài, gần giống với hình dáng của loài cá ngừ.

## Phạm vi phân bố và môi trường sống
N. thynnoides có phạm vi phân bố rộng khắp vùng biển Ấn Độ Dương - Thái Bình Dương. Loài cá này được ghi nhận dọc theo vùng bờ biển Đông Phi, bao gồm Madagascar và những nhóm quốc đảo, bãi ngầm lân cận, cũng như Sri Lanka và các quần đảo thuộc Nam Á; từ biển Andaman, N. thynnoides có mặt ở hầu hết vùng biển bao quanh quần đảo Mã Lai, trải rộng về phía đông tới vùng biển một số đảo quốc ở châu Đại Dương, như quần đảo Marshall, quần đảo Solomon, Samoa thuộc Mỹ, đảo san hô Johnston, quần đảo Tuamotu và đảo Guam; phạm vi phía bắc tới quần đảo Ryukyu (Nhật Bản); phía nam tới rạn san hô Great Barrier.
N. thynnoides sống gần những rạn san hô trong các đầm phá và những vùng biển xa bờ ở độ sâu khoảng từ 2 đến 50 m, nhưng chúng thường được quan sát ở độ sâu hơn 10 m.

## Mô tả
Chiều dài cơ thể tối đa được ghi nhận ở N. thynnoides là 40 cm, nhưng thường được quan sát với chiều dài phổ biến là 25 cm. Cơ thể hình bầu dục thuôn dài, có màu lam xám nhạt, hai bên thân và trên lưng có một dải màu ánh vàng, cùng với những đường sọc dọc mảnh màu xám.
N. thynnoides không có sừng hay bướu ở trước trán. Loài cá này, cùng với Naso minor, chỉ có duy nhất một phiến xương nhọn chĩa ra ở mỗi bên cuống đuôi, tạo thành ngạnh sắc, trong khi tất cả các loài Naso còn lại đều có tới 2 ngạnh sắc ở mỗi bên cuống đuôi.
Số gai ở vây lưng: 6 - 7; Số tia vây ở vây lưng: 28 - 30; Số gai ở vây hậu môn: 2; Số tia vây ở vây hậu môn: 27 - 29; Số gai ở vây bụng: 1; Số tia vây ở vây bụng: 3.

## Sinh thái
N. thynnoides có thể sống đơn lẻ, nhưng thường được quan sát là sống theo đàn lớn. Chúng ăn động vật phù du và tảo ở tầng nước giữa, nhưng vẫn bơi gần các rạn san hô. Chúng ngủ trên san hô vào ban đêm, khi đó cơ thể của chúng sẽ xuất hiện những hoa văn lốm đốm để ngụy trang.